# Municipio de Magdalena Jaltepec
El municipio de Magdalena Jaltepec es uno de los 570 municipios en que se encuentra dividido el estado mexicano de Oaxaca. Está localizada al noroeste del estado de Oaxaca, dentro del distrito de Nochixtlán en la región Mixteca.

## Nombre
Jaltepec, en lengua náhuatl significa "cerro de la arena". Proviene de las palabras xalli ("arena"), tepetl ("cerro") y el sufijo -c ("en").

## Historia
Magdalena de Jaltepec es considerado como un pueblo antiguo, ya que tiene bajo su jurisdicción un conjunto de ruinas prehispánicas. Estas ruinas no han sido estudiadas: no se sabe cuándo o quienes fueron sus fundadores, ni quienes lo poblaron después de esta época.

## Geografía
La superficie del municipio es de 184.99 km² y ocupa parte de los cerros Tianda y Ticua; lo atraviesa el río Yanhuitlán. Su ayuntamiento está conformado por un presidente municipal, un síndico y tres regidores además de contar con la ayuda de un secretario, un tesorero, un agente municipal y 8 agentes de la policía. 

## Flora y fauna
El municipio cuenta con una flora y fauna variada.

### Flora
Entre la flora se encuentra: Variedad de encino, enebro, ocote, sabino, cactus, nopal y maguey.

### Fauna
Entre la fauna se encuentra: Coyote, venado, zorrillo, tlacuache, águila, zopilote, chacalaca, codorniz, variedad de pájaros, tejón, ardilla y zorra gris.

## Costumbres
Las costumbres de este municipio incluyen la danza de las Mascaritas y el Jarabe Mixteco, así como artesanías de palma y pan artesanal. Los platos típicos de la región son la barbacoa y el mole, y las bebidas típicas incluyen el mezcal, el pulque fermentado y el tejate.